# Patrick McCaw
Patrick Andrew McCaw (St. Louis, 25 de outubro de 1995) é um jogador norte-americano de basquete profissional que atualmente joga pelo Toronto Raptors da National Basketball Association (NBA).
Ele jogou basquete universitário na Universidade de Nevada (Las Vegas) e foi selecionado pelo Milwaukee Bucks na segunda rodada do Draft de 2016.
Ele ganhou dois títulos da NBA com o Golden State Warriors em suas duas primeiras temporadas na liga e retornou para uma terceira final consecutiva na NBA em 2019 com os Raptors, onde ganhou o terceiro título consecutivo da NBA contra seu ex-time.

## Primeiros anos
McCaw nasceu em St. Louis, Missouri, filho de Jeffery e Teresa McCaw. 
Ele inicialmente frequentou a Christian Brothers College High School, mas transferiu-se para a Montrose Christian School, onde obteve uma média de 13 pontos por jogo e levou a equipe a um recorde de 20-5 e o título da Divisão I da National Christian School Athletic Association. 
Depois que ele se formou, ele foi classificado como o 38º melhor Ala-armador no país.

## Carreira universitária
McCaw frequentou a UNLV, onde, em duas temporadas, teve médias de 12,2 pontos, 4,2 rebotes, 3,3 assistências, 2,0 roubadas de bola e 31,7 minutos em 65 jogos. 
Em sua segunda temporada, ele jogou 33 jogos e teve médias de 14,7 pontos, 5,2 rebotes, 3,9 assistências e 2,4 roubos de bola em 33,7 minutos, tendo a segunda maior marca de roubos de bola no país. Ele foi nomeado para a Equipe Defensiva da conferência.
Em 4 de abril de 2016, McCaw se declarou para o Draft da NBA.

## Carreira profissional

### Golden State Warriors (2016–2018)

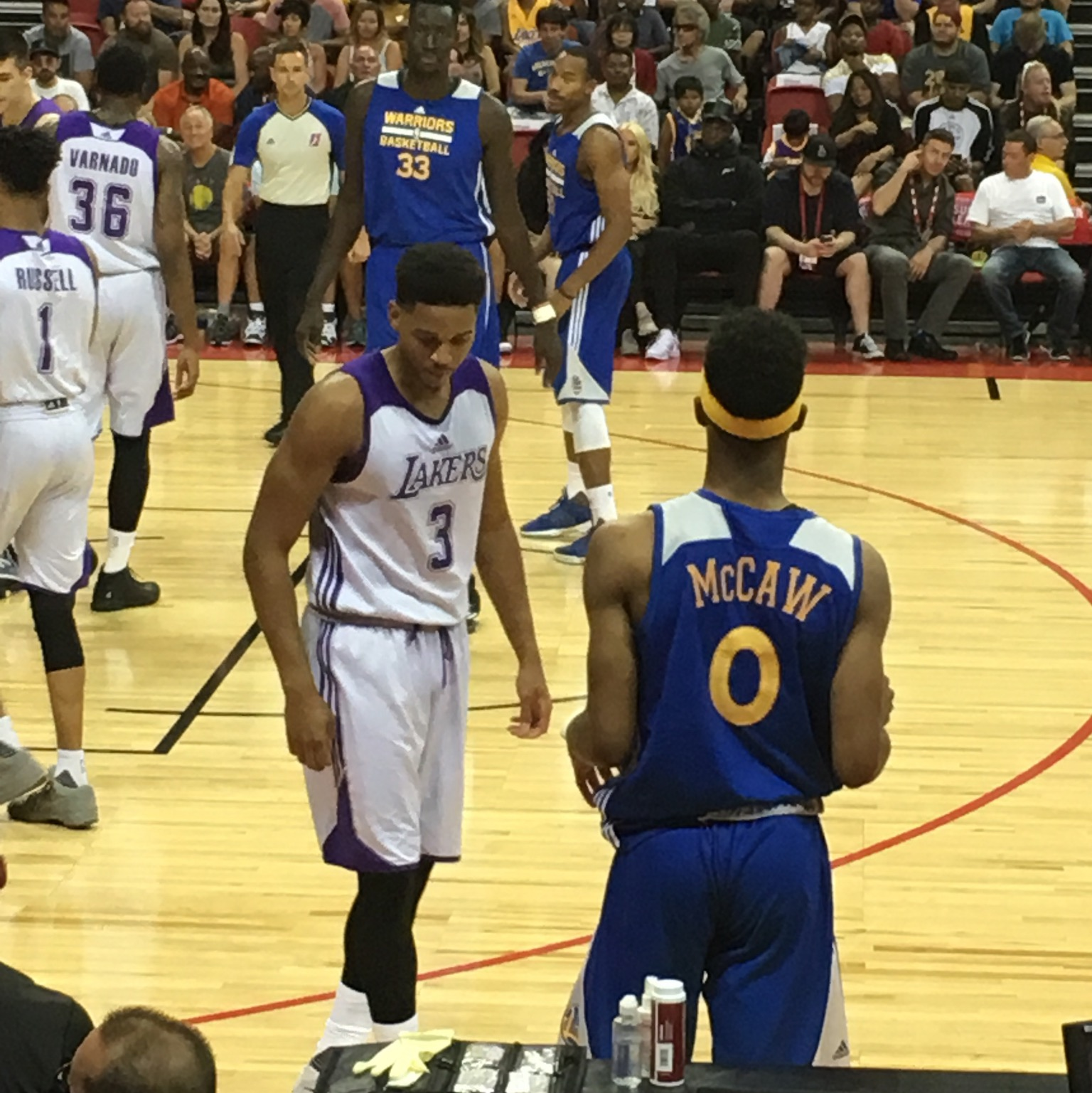
McCaw durante a Summer League de 2016.

Em 23 de junho de 2016, McCaw foi selecionada pelo Milwaukee Bucks com a 38ª escolha geral do Draft de 2016. Mais tarde, ele foi negociado com o Golden State Warriors em troca de considerações de dinheiro. O membro do conselho executivo dos Warriors, Jerry West, achou que McCaw não deveria ter sido selecionado tão tarde, dizendo: "As pessoas vão se arrepender de não terem selecionado ele". Em 6 de julho de 2016, ele assinou com os Warriors e se juntou à equipe para a Summer League de 2016.
McCaw fez sua estreia nos Warriors na abertura de temporada em 25 de outubro de 2016 contra o San Antonio Spurs. Em nove minutos, ele registrou dois pontos, duas assistências, um roubo de bola e um bloqueio em uma derrota de 129-100. 
Em 29 de dezembro, ele foi designado para o Santa Cruz Warriors, afiliada do Golden State na D-League. No dia seguinte, ele foi chamado de volta pelos Warriors.
Em 10 de janeiro de 2017, ele fez seu primeiro jogo como titular no lugar de Klay Thompson. Ele foi transferido para Santa Cruz em 13 de janeiro e foi chamado de volta no dia seguinte. Em 13 de fevereiro de 2017, McCaw substituiu Thompson novamente e marcou 19 pontos em uma derrota por 132-110 para o Denver Nuggets. Com Kevin Durant machucando o joelho em 28 de fevereiro, McCaw foi titular no lugar de Durant na maioria dos jogos.
McCaw fez seu primeiro jogo nos playoff no segundo jogo da primeira rodada no qual os Warriors venceram por 110-81 sobre o Portland Trail Blazers. Ele terminou com nove pontos, cinco rebotes, um bloqueio, um roubo de bola. McCaw foi titular novamente no Jogo 3, contribuindo com oito pontos, cinco rebotes, cinco assistências, um bloqueio e três roubos de bola em uma vitória de 119-113 em Portland. No Jogo 2 das finais da Conferência Oeste contra o San Antonio Spurs, McCaw fez 18 pontos, cinco assistências, três rebotes e três roubos de bola para ajudar os Warriors a vencer por 136-100. McCaw se tornou o primeiro novato da NBA com pelo menos 18 pontos vindo do banco de reservas desde James Harden em 2010 e o primeiro novato dos Warriors desde Robert Parish em 1977. McCaw foi titular novamente no Jogo 4, terminando com seis pontos, quatro rebotes, duas assistências e um bloqueio em uma vitória por 129-115 sobre os Spurs. Os Warriors ganharam o título da NBA depois de derrotar o Cleveland Cavaliers por 4-1.
Em 27 de novembro de 2017, McCaw marcou os 16 pontos, com sete assistências e quatro roubos de bola na derrota por 110-106 para o Sacramento Kings. Em 31 de março de 2018, McCaw se machucou depois de ser atingido por Vince Carter. Ele ficou imóvel por cerca de 10 minutos antes de ser retirado e levado para o Centro Médico da UC Davis para posterior avaliação. No dia seguinte, ele foi liberado do hospital com uma coluna lombar machucada. Ele voltou de lesão no Jogo 6 das finais da Conferência Oeste contra o Houston Rockets. Os Warriors derrotaram os Rockets no Jogo 7 e avançaram para as finais da NBA pela quarta temporada consecutiva, onde venceram seu segundo título consecutivo contra os Cavaliers.
Após a temporada de 2017-18, McCaw tornou-se um agente livre restrito. Em outubro de 2018, ele permitiu que a oferta qualificada de US $ 1,71 milhão do Warriors expirasse sem aceitá-la e teria recusado outra oferta de dois anos e US $ 5,2 milhões da equipe. Ele permaneceu restrito, com os Warriors mantendo o direito de igualar qualquer oferta de outro time.

### Cleveland Cavaliers (2018-2019)
Depois de permanecer no mercado de free agents por quase seis meses, McCaw assinou com o Cleveland Cavaliers em 30 de dezembro de 2018. Os Warriors recusaram-se a igualar a oferta, que seria um contrato não garantido de dois anos e US $ 6 milhões. 
Em 6 de janeiro de 2019, ele foi dispensado pelos Cavaliers depois de jogar em três jogos.

### Toronto Raptors (2019–Presente)
Em 10 de janeiro de 2019, McCaw assinou com o Toronto Raptors.
Os Raptors avançaram para as Finais da NBA de 2019 contra o ex-time de McCaw, o Golden State Warriors. Os Raptors ganharam o seu primeiro título e o terceiro consecutivo de  McCaw. Ele se tornou o terceiro jogador a ganhar títulos em três temporadas consecutivas com times diferentes, juntando-se a Steve Kerr e Frank Saul, e se tornou o primeiro jogador a conquistar três títulos consecutivos da NBA desde que Shaquille O'Neal, Kobe Bryant, Robert Horry, Derek Fisher, Rick Fox, Brian Shaw e Devean George lideraram o Los Angeles Lakers a três títulos consecutivas de 2000 a 2002. Ele também se tornou o sétimo jogador a ganhar um título durante cada um de seus primeiros três anos na liga.
Em 8 de julho de 2019, o Toronto Raptors anunciou que havia assinado novamente com McCaw. Em 6 de novembro de 2019, o Toronto Raptors anunciou que McCaw havia se submetido a uma cirurgia artroscópica no joelho esquerdo e que deveria ficar afastado das quadras por cerca de quatro semanas.

## Estatísticas

### NBA

#### Temporada regular
| Ano      | Equipe       | PJ  | PT | MPJ  | AP   | 3P   | LL   | RT  | AS  | BR  | TO | PPJ |
| -------- | ------------ | --- | -- | ---- | ---- | ---- | ---- | --- | --- | --- | -- | --- |
| 2016–17† | Golden State | 71  | 20 | 15.1 | .433 | .333 | .784 | 1.4 | 1.1 | .5  | .2 | 4.0 |
| 2017–18† | Golden State | 57  | 10 | 16.9 | .409 | .238 | .765 | 1.4 | 1.4 | .8  | .2 | 4.0 |
| 2018–19  | Cleveland    | 3   | 0  | 17.7 | .222 | .250 | .000 | 1.0 | .7  | .7  | .0 | 1.7 |
| 2018–19† | Toronto      | 26  | 1  | 13.2 | .444 | .333 | .867 | 1.7 | 1.0 | .8  | .1 | 2.7 |
| 2019–20  | Toronto      | 37  | 12 | 27.5 | .414 | .324 | .722 | 2.3 | 2.1 | 1.1 | .1 | 4.6 |
| Carreira | Carreira     | 194 | 43 | 18.0 | .384 | .295 | .627 | 1.5 | 1.2 | .7  | .1 | 3.4 |

#### Playoffs
| Ano      | Equipe       | PJ | PT | MPJ  | AP   | 3P   | LL    | RT  | AS  | BR | TO | PPJ |
| -------- | ------------ | -- | -- | ---- | ---- | ---- | ----- | --- | --- | -- | -- | --- |
| 2017†    | Golden State | 15 | 3  | 12.1 | .438 | .348 | .846  | 2.2 | 1.1 | .6 | .2 | 4.1 |
| 2018†    | Golden State | 6  | 0  | 2.7  | .500 | .000 | 1.000 | .5  | .0  | .3 | .0 | .7  |
| 2019†    | Toronto      | 11 | 0  | 4.4  | .200 | .333 | 1.000 | .3  | .4  | .2 | .0 | .5  |
| Carreira | Carreira     | 32 | 3  | 6.4  | .379 | .277 | .948  | 1.0 | .5  | .3 | .1 | 1.7 |

### Universitário
| Ano      | Equipe   | PJ | PT | MPJ  | AP   | 3P   | LL   | RT  | AS  | BR  | TO | PPJ  |
| -------- | -------- | -- | -- | ---- | ---- | ---- | ---- | --- | --- | --- | -- | ---- |
| 2014–15  | UNLV     | 32 | 16 | 29.6 | .402 | .368 | .714 | 3.3 | 2.7 | 1.5 | .3 | 9.6  |
| 2015–16  | UNLV     | 33 | 32 | 33.7 | .465 | .366 | .774 | 5.1 | 3.9 | 2.5 | .4 | 14.7 |
| Carreira | Carreira | 65 | 48 | 31.6 | .433 | .367 | .744 | 4.1 | 3.3 | 2.0 | .4 | 12.1 |

Fonte:

## Vida pessoal
McCaw tem cinco irmãos. Seu irmão mais velho, Jeffrey McCaw, morreu durante as finais da Conferência Leste de 2019, resultando em McCaw não participando dos primeiros cinco jogos da série contra o Milwaukee Bucks.